# Hundehauge
Die Hundehauge sind Grabhügel nördlich des Movegen (Straße) und von Vikadal am Sandeidsfjord, in Vindafjord bei Haugesund im Fylke Rogaland in Norwegen. Sei heißen nach einer lokalen Geschichte über einen Hund der hier begraben wurde, Hundehaugene.
Das Gebiet besteht aus drei kleinen runden Grabhügeln und einem Bautastein. Die kleinen Grabhügel sind schwer zu erkennen, da sie mit hohem Gras und kleineren Bäumen bedeckt sind. Der Stein befindet sich neben einer großen Kiefer. Er steht auf einem kleinen Hügel, der ein weiterer kleiner Grabhügel sein könnte.
Der Bautastein ist etwa 1,8 Meter hoch, 30 cm breit und 20 cm dick. Er neigt sich leicht zur Seite.
In der Nähe liegen die Bautasteine von Erland und der Bautastein von Gjerde.